# Nakul Pinthong
Nakul Pinthong (thailändisch ณกุลฑ์ ปิ่นทอง, * 26. Juni 1987 in Samut Prakan) ist ein thailändischer Fußballspieler.

## Karriere
Nakul Pinthong erlernte das Fußballspielen in der Jugendmannschaft von Chula United. Bis Ende 2016 stand er beim BBCU FC unter Vertrag. Wo er vorher gespielt hat, ist unbekannt. Der Verein aus der thailändischen Hauptstadt Bangkok spielte in der ersten Liga des Landes, der Thai Premier League. Für BBCU stand er 2016 zwölfmal auf dem Spielfeld. Ende 2016 musste er mit dem Verein den Weg in die Zweitklassigkeit antreten. Nach dem Abstieg verließ er den Verein und schloss sich dem ebenfalls in Bangkok beheimateten Kopoon Warrior an. Der Verein spielte in der vierten Liga, der Thai League 4. Hier trat man in der Bangkok Region an. 2018 unterschrieb er einen Vertrag beim Viertligisten Nakhon Pathom United FC. Der Verein spielte in der Western Region. Am Ende der Saison wurde er mit dem Verein Meister der Region und stieg anschließend in die dritte Liga auf. In der dritten Liga, der Thai League 3, spielte der Verein in der Lower Region. Auch hier feierte er am Ende der Saison die Meisterschaft und den Aufstieg in die zweite Liga. 

## Erfolge
Nakhon Pathom United FC
- Thai League 4 – West: 2018  ▲
- Thai League 3 – Lower: 2019  ▲